# Aaron Backstro
Aaron Backstro (* 3. November 1566 in Dresden; † 13. Juli 1620 in Weimar) war ein deutscher Rentmeister, Kammerrat und Amtmann im Dienst des Herzogs von Sachsen-Weimar.

## Leben
Der in der sächsischen Residenzstadt Dresden geborene Backstro schlug eine Verwaltungslaufbahn ein und trat nach seiner Ausbildung in den Dienst der Herzogs von Sachsen-Weimar. Am Hof in Weimar wurde er zunächst Rentmeister und stieg bis zum Kammerrat auf. Als solcher wurde er vom Herzog als Amtmann der Residenzstadt Weimar eingesetzt.
1612 verkaufte er das vor den Toren Weimars gelegene Stieden-Vorwerk für 5.600 Taler an den Herzog.
Er starb im Alter von 53 Jahren in Weimar am 13. Juli 1620. Die zu seiner Beisetzung am 16. Juli 1620 gehaltene Leichenpredigt vom Vizepfarrer Magister Elias Schönfeldt wurde bei Johann Beithmann in Jena im Jahre 1621 in Druck herausgegeben. Darin befinden sich als Anhang auch zahlreiche Trauergedichte von Verwandten und Freunden.

## Familie
Sein Sohn, Aaron Backstro der Jüngere (* 5. Dezember 1604 in Weimar; † 15. September 1620 ebenda), starb im 16. Lebensjahr als Student, nur drei Monate nach seinem Vater.